# Pseudodinia hamata
Pseudodinia hamata är en tvåvingeart som beskrevs av Barber 1985. Pseudodinia hamata ingår i släktet Pseudodinia och familjen markflugor.
Artens utbredningsområde är New Mexico. Inga underarter finns listade i Catalogue of Life.